# Abram Stevens Hewitt
Abram Stevens Hewitt (1822-1903) fue un profesor, abogado y manufacturador de hierro, congresista de los Estados Unidos, y alcalde de Nueva York. Fue el yerno de Peter Cooper (1791-1883), un famoso industrial, inventor, filántropo y durante la elección presidencial de los Estados Unidos en 1876 presidente del Comité Nacional Demócrata.
Hewitt nació en Haverstraw, Nueva York. Su madre fue una francesa de ascendencia hugonote y su padre, John Hewitt, era de Staffordshire, Inglaterra, y emigró a los Estados Unidos en 1790 para trabajar en una máquina de vapor para la planta de agua de Filadelfia.
Hewitt abrió su camino y se graduó en la Universidad de Columbia en 1842. Enseñó matemáticas en esa escuela, y se convirtió en abogado varios años después.
De 1843 a 1844, Hewitt viajó a Europa con el estudiante Edward Cooper, otro futuro alcalde de Nueva York. Durante su viaje de regreso, naufragaron juntos. Después de esto, Hewitt se convirtió «prácticamente en un miembro de la familia Cooper», y en 1855 se casó con la hermana de Edward, Sarah Amelia.